# 手術室

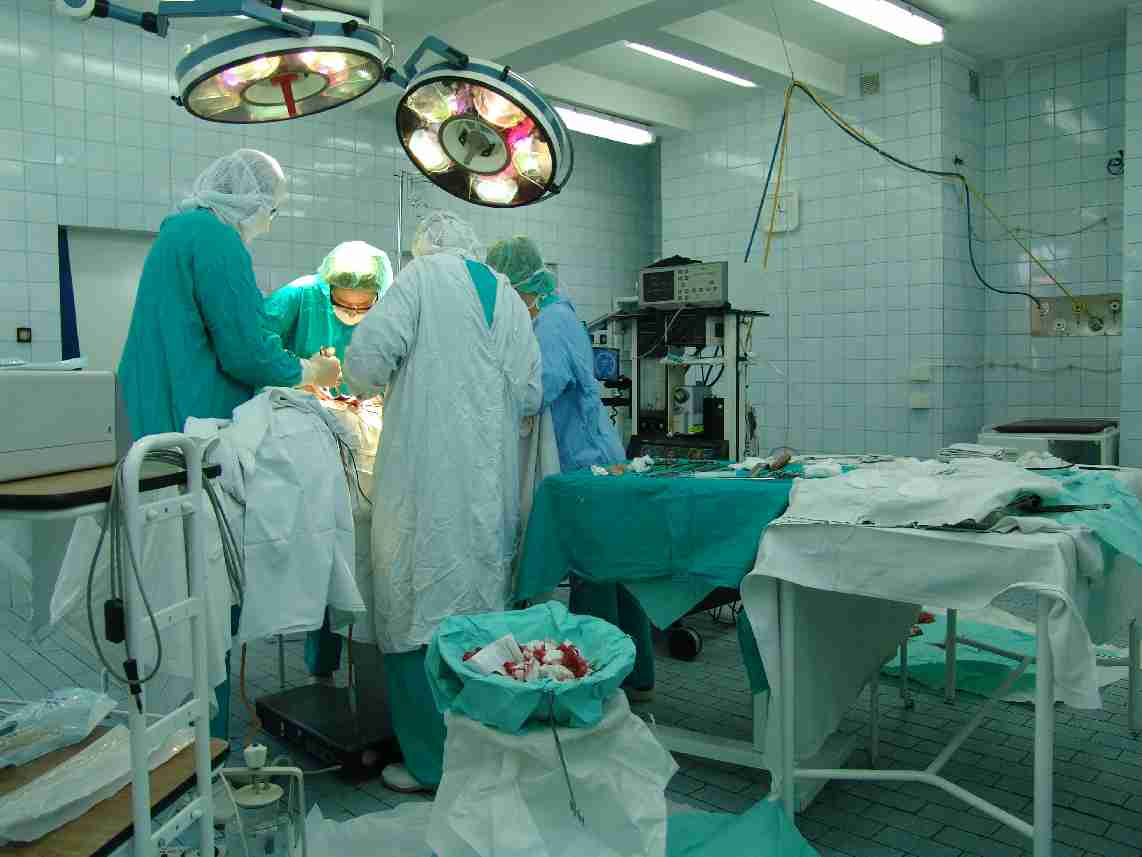
現代風の手術室の例。上にある照明は無影灯

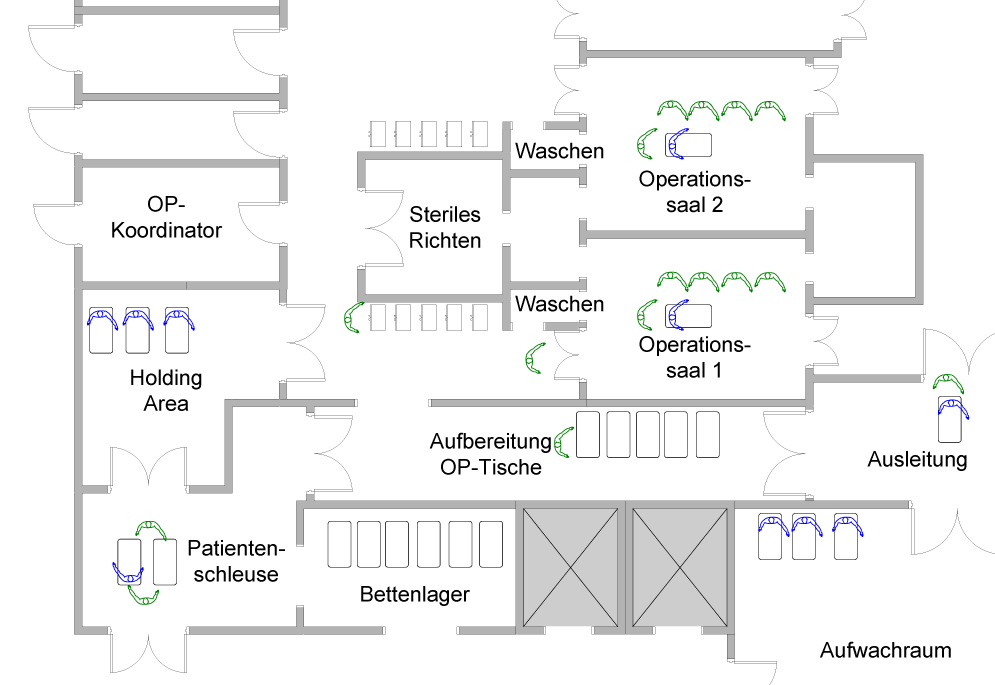
手術室の配置図の例。大病院では一般に手術室が複数あり、消毒室・準備室などとあわせて、相当面積のエリア（ブロック）を形成する。

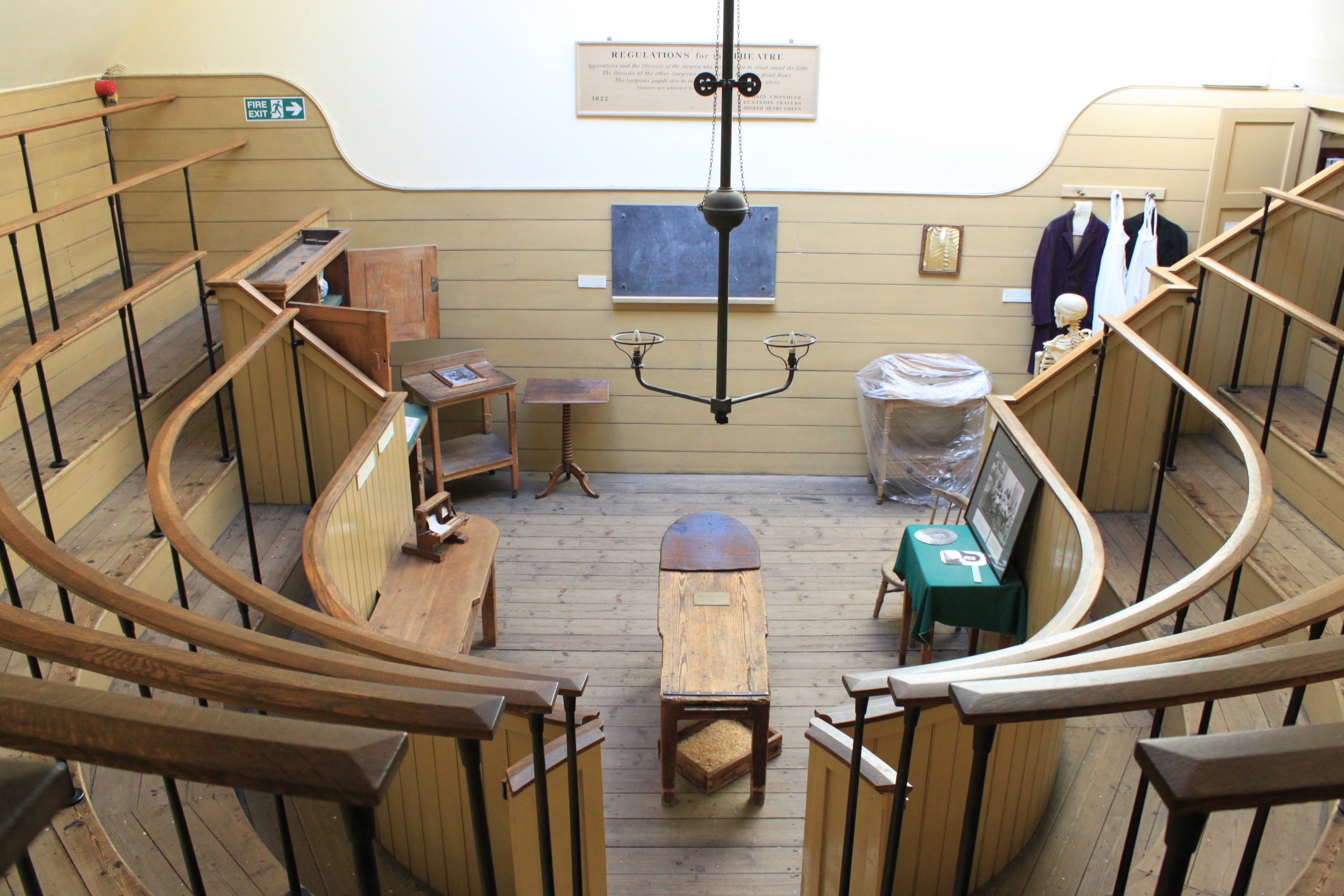
英国最古の手術室。ロンドンにある博物館 Old Operating Theatre Museumにある古い公開手術室。麻酔や消毒が一般化する以前の時代の手術室。博物館の解説パネルには、患者は身体に包丁のような大きな刃物やメスを入れられると、痛みの凄さに断末魔のような叫び声を上げた、しかも術後の生存率は極めて低かった、と説明されている。

1946年、バージニア州、Richlands、Clinch Valley Clinic Hospitalの手術室

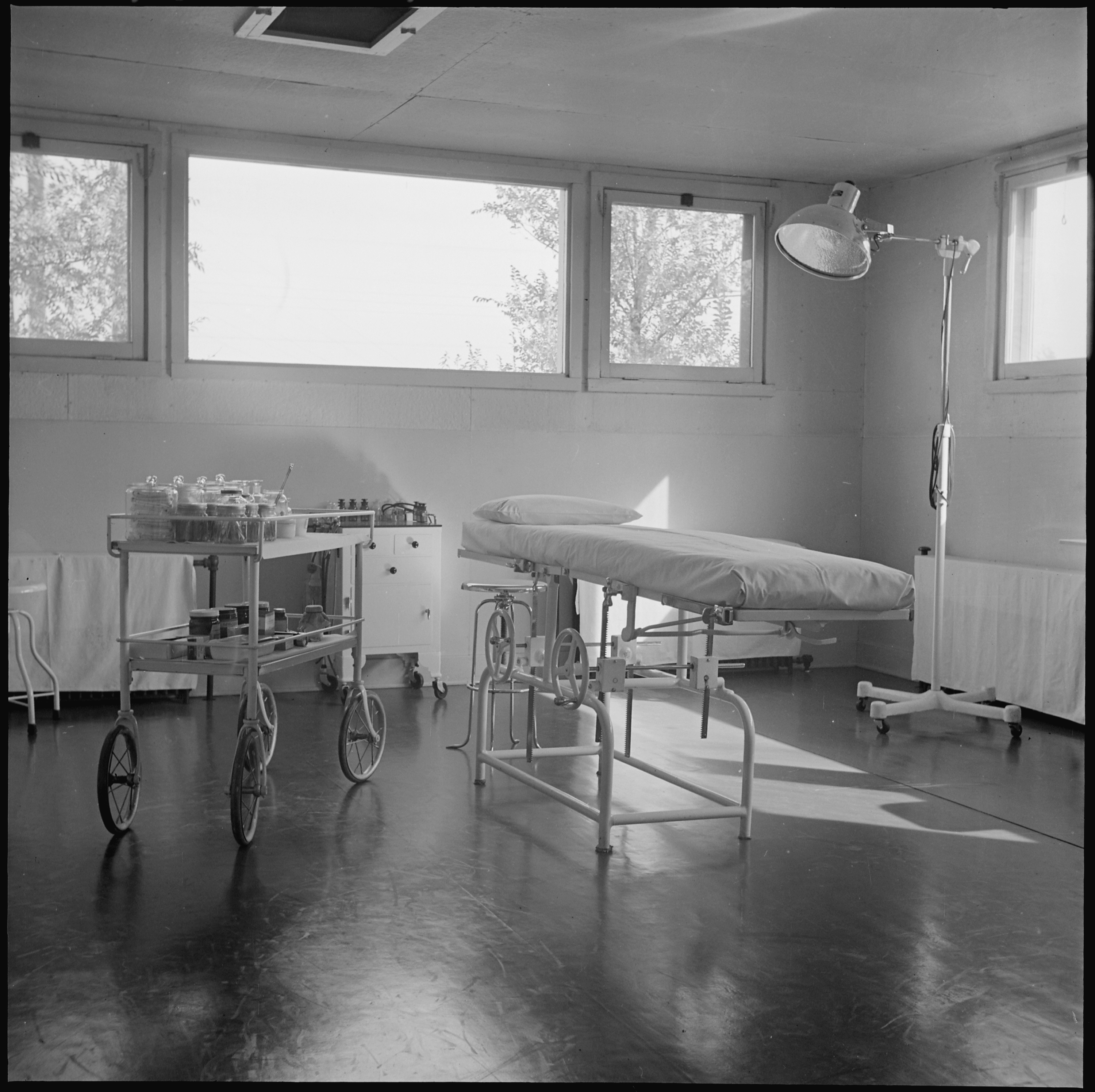
コロラド州のとある病院のメイン手術室（1945年）

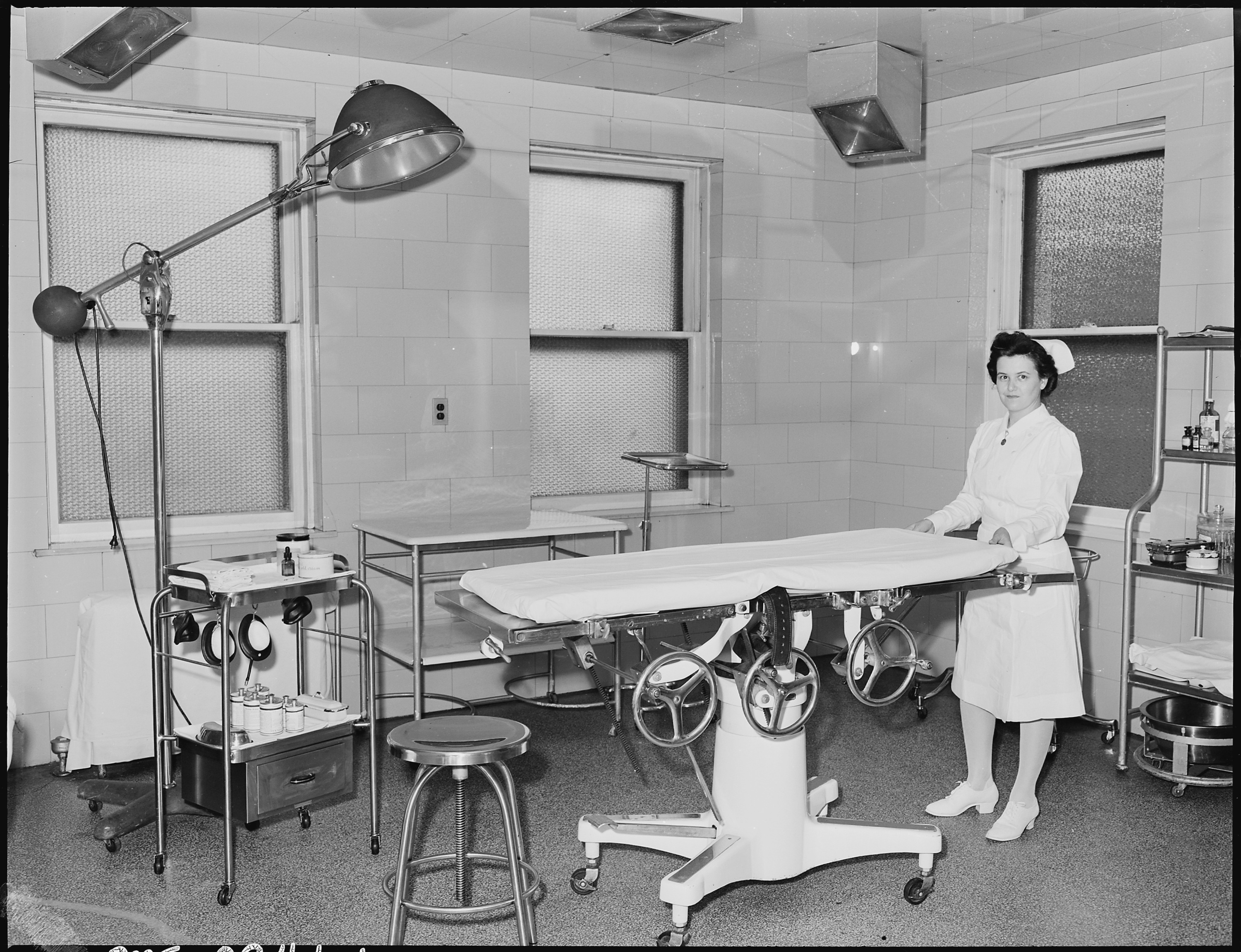
1946年。米国企業が所有する病院の手術室。

手術室（しゅじゅつしつ）とは、手術を行うための部屋のこと。
医療関係者は「オペ室」と呼ぶこともある。

## 概説
手術室とは、手術を行うための部屋、手術を行うための設備を備えた部屋のことである。
英語では operation room、operating room、省略形でORなどと呼ばれる。イギリスでは theatre、operating theatre と呼ばれることがある。
手術室は主として病院に設置されている。小規模な病院では手術室は備えていないこともあり、備えている場合でもその数は少ない。大規模な病院になると、手術室の数は多くなる傾向がある。その場合、消毒室・準備室なども含めて、ある規模・面積のブロックを形成する。
日本全国の手術室の数は2007年時点で15,810と推計された。
ごく少数ではあるが移動式の手術室というものもあり、軍隊が野外で使用したり、大学が実験的に用いたりすることがある。
歴史
手術室は時代とともに変遷してきている。
18世紀の西洋医学では麻酔法も知られておらず、細菌という概念もなかった。手術室は野蛮な空間で、医師は患者の身体に包丁のような大きな刃物を入れた。患者はそのような刃物を身体に入れられると、あまりの痛みに断末魔のような叫び声を上げた。術後の生存率は極めて低かった。手術室に入るということは乱暴に切られて死ぬことを覚悟しなければならないような状況であったのである。
また、医師たちには衛生の必要性も理解されていなかった。そもそも医師らが「衛生」という概念や「細菌」という概念すら持っていなかったのである。医師らはある患者の手術を行い細菌で汚染された手で、平然と別の患者に触れた。医師は手術を重ねることで血に汚れたフロックコートを、洗いもせず繰り返し着て手術室に入りそのまま手術を行った。患者らの傷口は、共用の桶に入った水で洗われたので、患者から患者へと細菌が伝播した。細菌に関する知識の欠如による上述のような手術により、手術後の死亡する率は高く、一例として1867年の手や脚を切断手術に関する統計が残っているが、それによるとチューリヒで死亡率 46%、パリでは60%にも及んだ。
（このような医師が細菌拡散を起こし患者を死亡させてしまう、という状況は、イグナーツ・ゼンメルワイス（1818-1865）がそれに気づいたことと、彼の他の医師たちに対する警告や彼の犠牲の上に、ようやく改善のきっかけを得ることになる。彼は医師自身が感染源になっている可能性に気づき、医師にカルキを使用して手洗いを行うべきだと提唱した。だが、当時の医学会や医師らは彼の善意からの指摘を認めようとせず、逆に彼を迫害するような行動をとったという。）
ゼンメルワイスの犠牲の上に手術室を清浄に保つことの必要性が医師たちにもようやく理解されるようになった。だがそれにしても、パスツール研究所のシャンベランが初の高圧蒸気滅菌器を作ったのは、ようやく1880年のことで、つまりまだほんの百数十年前のことであり、しかもそうした滅菌器が実際に各国の手術室に普及するのにはさらに長い年月がかかったのである。
細菌対策
現代の手術室はおおむね清潔に保たれている、と信じられている。
ただし、手術室内を清浄に保つことには困難が伴う。手術室と周囲との間には必ず何らかの交通があり、医師・看護師が出入し、患者が運び込まれる。手術室の内外で履物を交換したとしても、床を清潔に保つことは困難である。空気中の菌が、メスで開いた部分（開腹したところや患部など）に落下することは比較的稀であるにしても、室内の空気は清浄に保つほうがよいと考えられている。近年の先進国の手術室は、空調システムによって手術室の空気圧を廊下よりも高く維持すること（陽圧）ができるようになっているものが多い。これによって空気の流れが手術室から外の部屋へ向かうようになり、外部から雑菌を含んだ空気が入ってこないようになっている。（ただし、空気感染性疾患の患者に使用する場合には陰圧手術室を使用することになっている）
現代的設備やスタッフの概要
現代の先進国の手術室で一般的なのは、滅菌処理された特別な部屋に手術台その他の医療器具が置かれ、医師・看護師・麻酔技術者（手術室で行うような治療には通常麻酔を伴う）などが入り、手術台の上に患者が載せられて手術を行う。
万一の突然の停電に備え、自家発電装置を設置している場合もある。
手術室の公開と非公開
手術中、手術室内部の様子を公開する場合と公開しない場合がある。
米国の病院の中には少数ではあるが、手術室の上方（天井側の一部）をガラス張りにし、患者の家族などに手術の様子を常に公開しているところや、カメラを設置し家族の待機室のモニタ画面に表示しているところもあり、こうした病院は人々からの信頼も高く、遠方からも人々が手術を受けに来る傾向がある。
日本でも、手術室にビデオカメラを設置・撮影している施設は増加している。とりわけ、大規模な病院では多数の手術室の状況を一カ所から集中的に監視できるので安全対策上有用である。リアルタイム画像又は録画を患者家族に見せている医師もいる。またほんの少数だが、手術室に患者の家族を入れ、立ち会わせる医師もいる。井上毅一は、家族を立ち会わせる最大のメリットは、執刀医をはじめとした医師や看護師が一瞬たりとも気を抜けず、良い意味で緊張感が手術室に満ち溢れ、医師や看護師が一体となって手術にあたることになる、疲れている時でも、息をつめて見守る家族の前に立つと気力に張りが戻り、最大限の能力が発揮される、と述べた。医師や看護師の熱意など手術現場の雰囲気が理解してもらえて、例えば不幸にして癌の進行がひどく、開腹したものの切除できず、そのまま閉じなければならない場合でも、実際に病巣を見ているだけに、家族としてはあきらめがつき、納得した、と言われることがある、という。
他

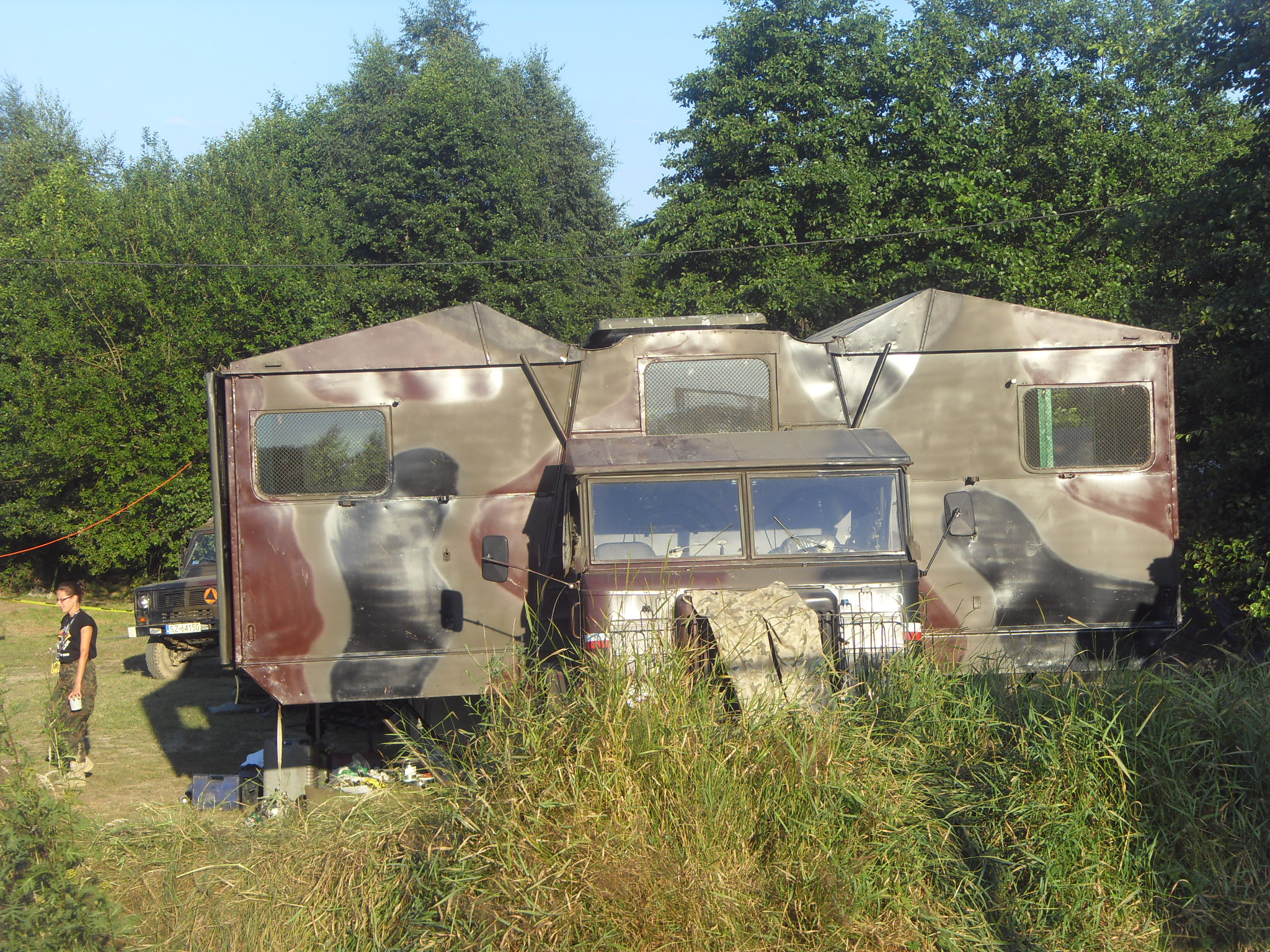
移動式の手術室（Star 660）。

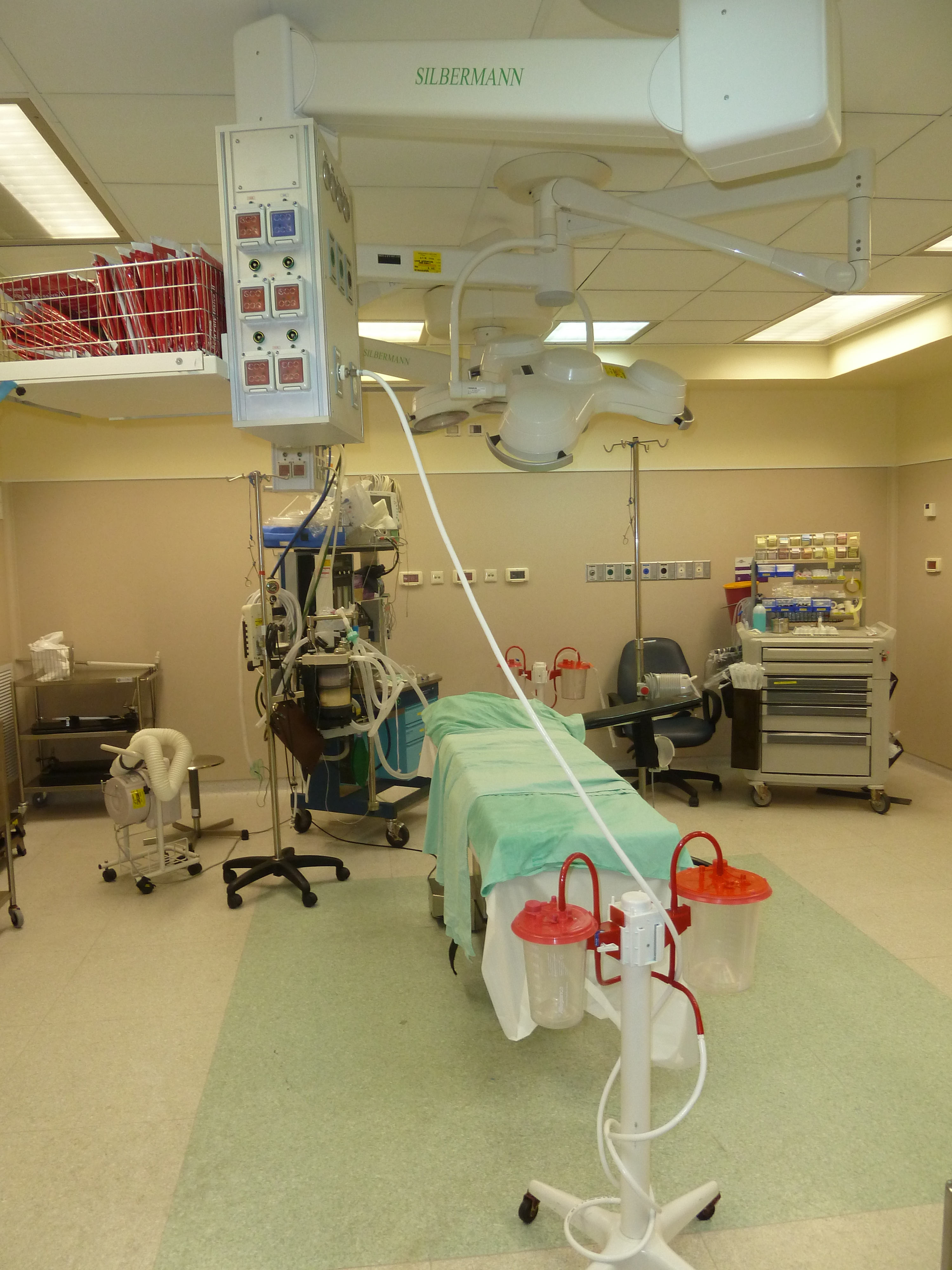
Edith Wolfson Medical Centerの分娩室

あまり数は多くはないが、軍隊によっては移動式の手術室を保有していることがある。
産婦人科医院の出産に用いる部屋は英語では delivery room 以外にORと呼ばれることがあるが、日本語では「分娩室」と呼び分けることが行われている。
専ら手術室内の仕事をしている看護師を手術室ナースやオペ看と言う。手術室ナースというのは、もっぱら手術室や手術室エリアにおいて少数精鋭で仕事をしており、患者との交流もほとんど無く、一般の看護師とは異なった、専門性の極めて高い一種独特な職業的コースを歩む傾向がある。

## 構造

### 清潔度
従来は手術室の清潔度はNASA基準でクラス1000（1万立方フィートあたりの0.5μm以上の最大空中塵埃数が1000以下）、バイオクリーンであれば、クラス100の清潔度が必要とされてきた。しかしながら、現在では、空中浮遊塵埃の大きさの基準を0.1μmに設定するISO基準（JIS基準）が使用され、ISOのクリーンルーム清浄度はISO 6（1立方メートルあたりの0.1μm以上の最大空中塵埃数が1000000以下）、バイオクリーン手術室であれば、ISO 5（1立方メートルあたりの0.1μm以上の最大空中塵埃数が100000以下）が必要とされている。さらに、日本医療福祉設備協会が作成した「病院空調設備の設計管理指針2013年度版」では、手術室の清浄度をクラス分類し、一般手術室はクラスⅡ（清潔区域）、バイオクリーン手術室はクラスⅠ（高度清潔区域）を推奨している。ここで注意しなければならないのは、この空中塵埃数に基づく清潔度の評価は、あくまで室内の静穏状態での基準であることである。室内で人や器材が動くとき空中塵埃数は著しく増加する。
手術室には、天井に塵埃を除去するため、HEPAフィルタ（high efficiency particulate air filter）が装備されている。そこから送り出される清潔な空気は、天井から術野に向かう垂直層流を形成して四方の壁の床面近くにある空気取り込み口から排気される。層流を維持するためには、一定の風量確保が必要であるが、過度の風量を術野に送れば患者の体温の低下、術野の乾燥につながる。手術室の清潔度を達成するためには、手術室のドアの開閉を最小限にとどめ、入室は最小限の人数にする。帽子とマスクは正しく着用する、などの基本的な注意が特に重要である。

### 室内圧
ドアの開閉により、廊下など外部から不潔な空気が清潔度の高い手術室内に入り込まないよう、室内圧は15Pa以上の陽圧に保たれている。そのため手術室には微差圧ダンパ（レリーフダンパ）が装着されている。例外として、手術室で空気感染予防策を行う場合（結核菌保菌者の手術など）は、手術室内部の汚染された空気が外部に漏れ出ないように室内を陰圧にする。この場合、手術終了後も一定期間（通常1時間程度）換気が行われる。

### 換気
手術室では、清潔な環境を保つため、一定の換気回数が推奨されている。換気により室内の空気がHEPAフィルタを介した清潔な空気と入れ替わるため、換気すればするほど室内の清潔度は上がることになる。通常の手術室では35～45回/時が、バイオクリーン手術室では120～200回/時の換気回数が推奨されている。しかしながら、過度の換気は設備の負担になり、送気による患者体温の低下、室内騒音などが発生する。

### 温度・湿度
温度管理は患者の体温管理、感染制御などの観点から重要である。一般手術室の温度は22～24～26℃、湿度45～50～60％が推奨されている。心臓外科手術の場合は代謝を制御するために室温はやや低く、逆に小児や新生児が関与する手術ではやや高く設定することが好ましいとされているが、絶対的な基準ではない。

### 明るさ
手術室では、天井からの間接照明に、直接照明として無影灯が使用される。日本医療福祉設備協会の基準では、手術室は医療スタッフ側の作業的要素の強い「診療・検査部門」に分類され、医療スタッフの作業効率を高める設定となっている。わが国では、手術室は全般で1,000ルクス（lx）、術野は10,000～100,000ルクスが推奨されており、これは一般病室の100ルクス、枕元300ルクスに比べるとはるかに明るい基準である。腹腔鏡下手術などでは、術野の視認性を保つため、室内の照明は暗くして腹壁外部からの光を抑制する。また、最近、無影灯や天井照明の蛍光灯にLEDが使用される傾向にあるが、LED光は青色系統の光を含み術野の赤色の再現性が低いことが指摘されている。

### 広さ
わが国には手術室の適切な広さに関して、確立された基準はない。手術室は広ければよいとの錯覚を起こしやすいが、広すぎる手術室は未使用部分の清潔度管理が不十分となりやすいことには注意が必要である。米国建築学会は、一般的な手術では最低37.16m2が必要で、心臓手術、整形外科手術、脳神経外科手術（多くの機器を要する手術）では少なくとも約55.74m2が必要としている。ただし、手術室の必要な広さは、術式や手術で使用される機器とともに変遷していくものであり、この基準ではCTやMRIを設置した特殊な手術室は想定されていない。

### 手術用手洗いの給水
手術室で使用する手洗い水は、かつては滅菌水が使用されていたが、現在は、適切に管理された水道水でよいとされている。管理された水道水とは水道法で「遊里残留塩素濃度0.1mg/L以上、1mLの検水で形成される一般細菌集落数が100以下で、大腸菌が検出されない」水であるが、ここではエンドトキシンなどは管理の対象となっていない。また、水道水でよいとする基準は、必ずしも手洗いで用いるシンクや蛇口の清潔を意味するものではない。

## ギャラリー

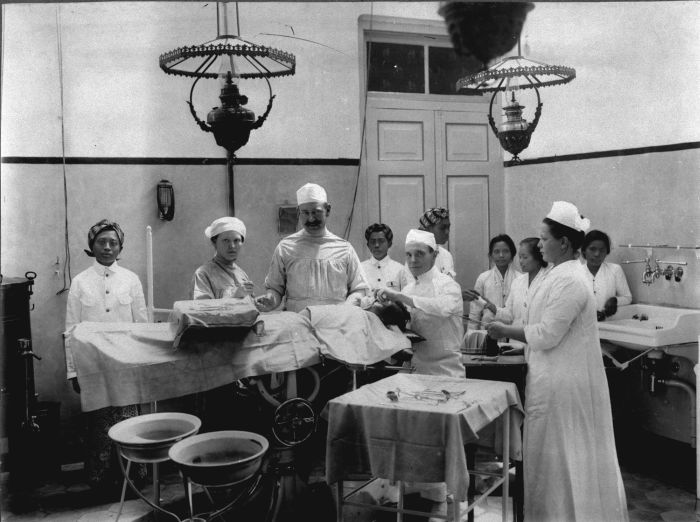
1910年、インドネシア、バンドンの　とある手術室
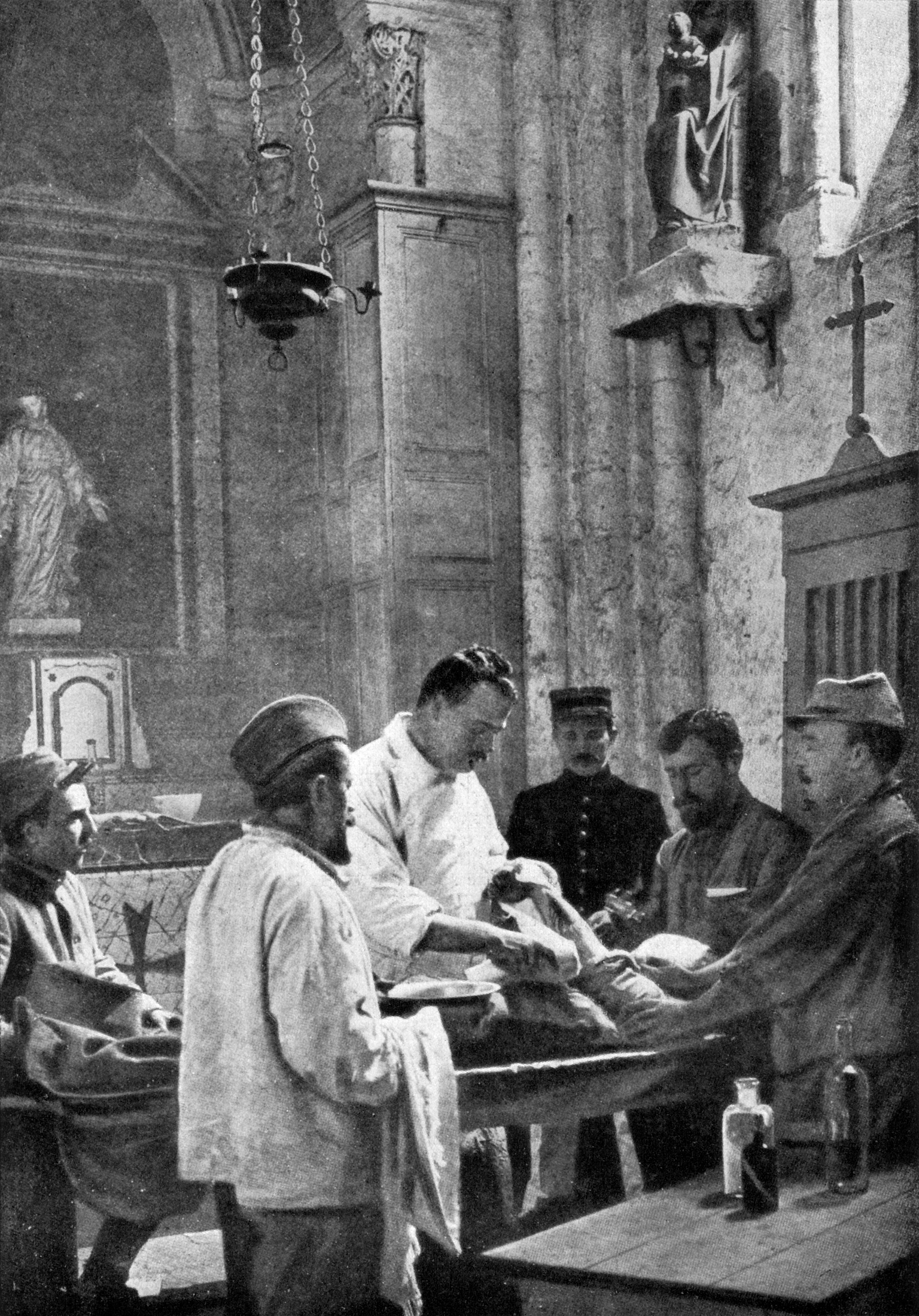
1917年、第一次世界大戦当時の手術室　Kirche
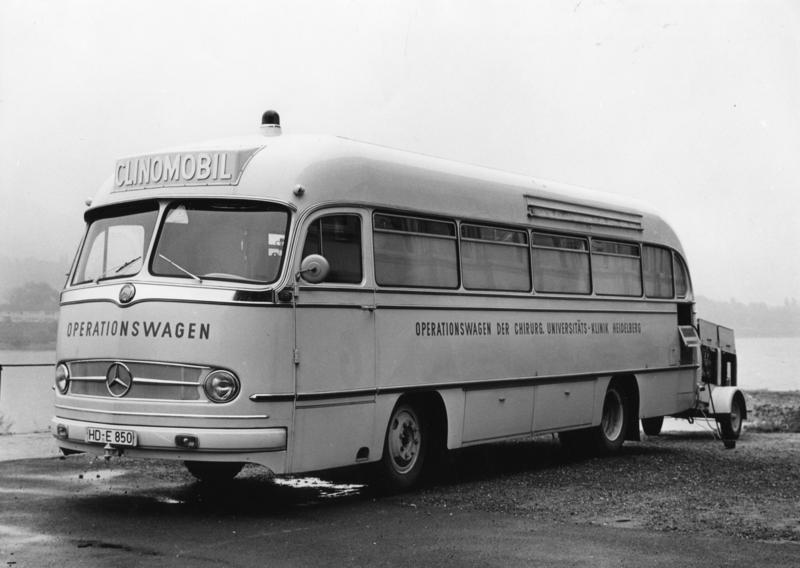
ハイデルベルク大学の移動式手術室。1957年。
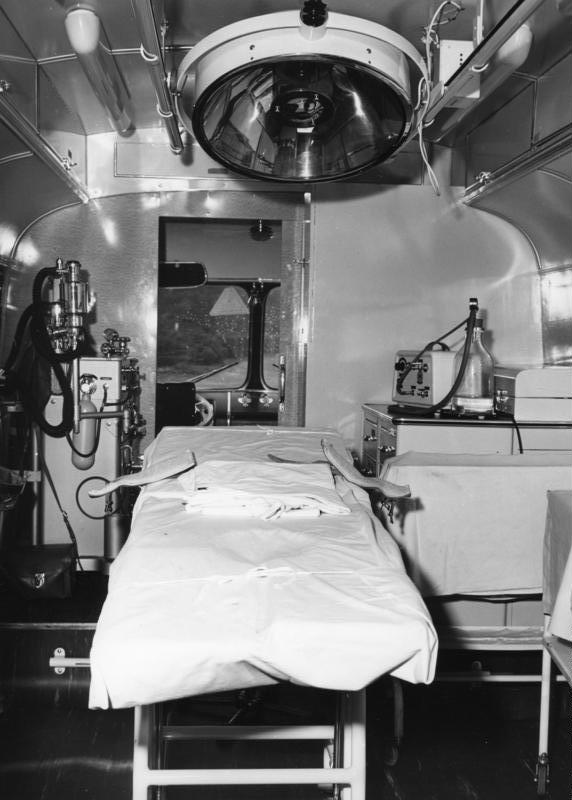
ハイデルベルク大学の移動式手術室の内部。1957年。
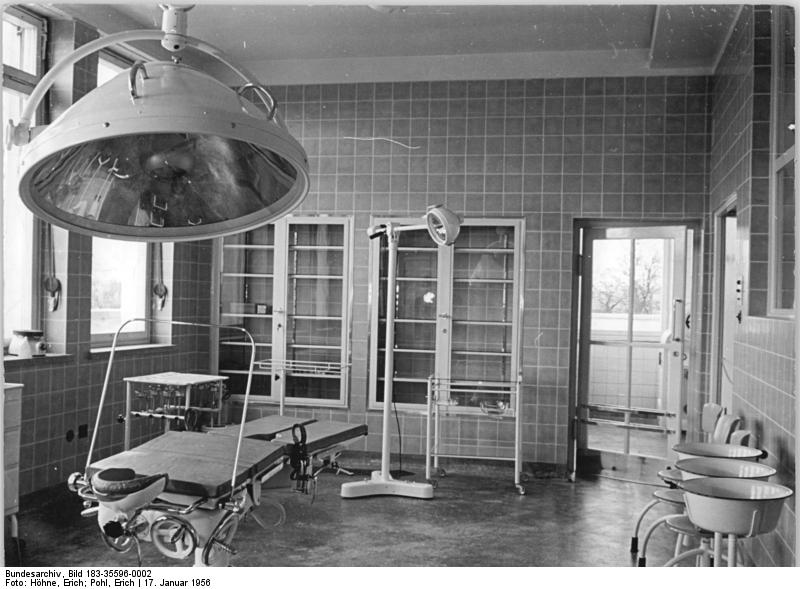
ドレスデンの医学アカデミーの手術室、1956
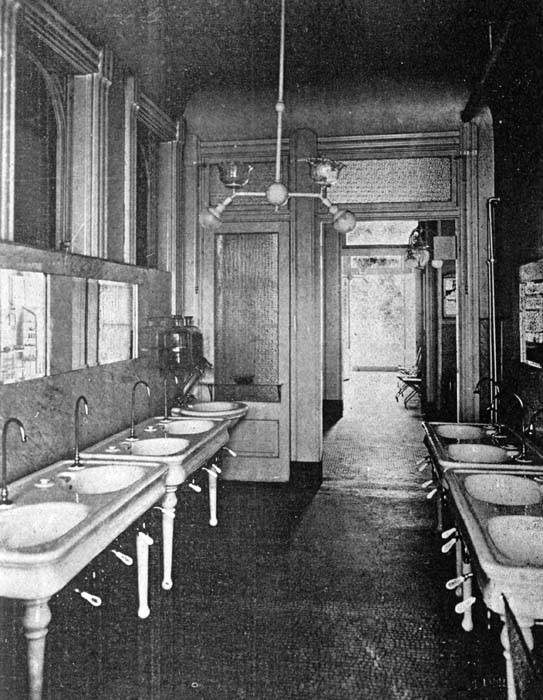
ニューオーリンズ、外科用手洗い室　1906年
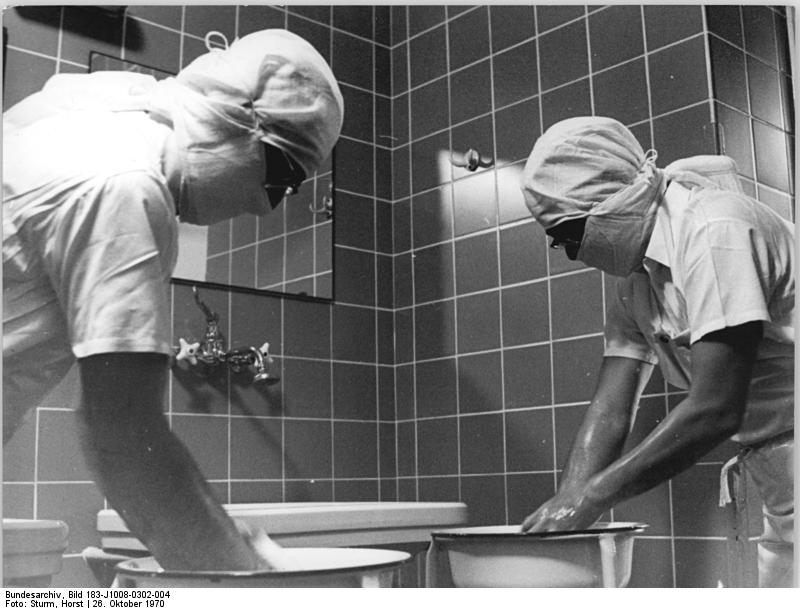
手術時に手指消毒をしている医師,ライプツィヒ大学病院, 1970.

## 関連書
- 新太喜治 編『手術室』メディカ出版、1995年 ISBN 4-89573-471-4
- 新太喜治, 大久保憲『手術室で働く人のための手術医学テキスト』医薬ジャーナル社、1997
- 井上毅一『手術室の中は闇』講談社、1999
- 弓削孟文『手術室の中へ:麻酔科医からのレポート』集英社, 2000
- 東京慈恵会医科大学附属病院手術部『ナースのための手術室マニュアル』メジカルビュー社、2005
- 中田精三『手術室看護の知識と実際』メディカ出版、2009